# Sadžid Sadžidov
Sadžid Sadžidov (rusky Сажид Сажидов) nebo (anglicky Sazhid Sazhidov (Sajid Sajidov)), (* 6. února 1980 v Agvali, Sovětský svaz) je bývalý ruský zápasník volnostylař avarské národnosti, olympijský medailista z roku 2004.

## Sportovní kariéra
Volnému stylu se začal věnovat v 10 letech pod vedením Dalgata Abdulbasirova v horské vesnici Gidatli v Dagestánu. Během studií na střední škole v Agvali byl poprvé povolán do mládežnické reprezentace. Jeho osobním trenér byl Majirbek Jusupov. Mezi seniory se poprvé objevil v roce 1999 jako student univerzity v Machačkale. V roce 2004 si vybojoval na ruském mistrovství nominaci na olympijské hry v Athénách. Jako úřadující mistr světa bez větších potíží postoupil ze skupiny, ale v semifinále s Korejcem Mun Ui-čem hned v úvodu hrubě chyboval v parteru a připravil se o postup do finále. Nakonec vybojoval bronzovou olympijskou medaili. V dalších letech ho z pozice reprezentační jedničky vytlačil Giorgi Ketojev. Sportovní kariéru ukončil potom co se nenominoval na olympijské hry v Pekingu v roce 2008. V Machačkale se věnuje se trenérské práci.

## Výsledky
| Turnaj             | 2001         | 2002         | 2003         | 2004         | 2005         | 2006         |
| Turnaj             | 21           | 22           | 23           | 24           | 25           | 26           |
| Turnaj             | střední váha | střední váha | střední váha | střední váha | střední váha | střední váha |
| ------------------ | ------------ | ------------ | ------------ | ------------ | ------------ | ------------ |
| Olympijské hry     |              |              |              | 3.           |              |              |
| Mistrovství světa  | —            | —            | 1.           |              | 5.           | 1.           |
| Mistrovství Evropy | 1.           | 1.           | —            | —            | —            | —            |